# Юткин, Юрий Владимирович
Юрий Владимирович Юткин (03.08.1949, Куйбышев) — советский футболист, нападающий, воспитанник куйбышевского футбола.
Под руководством первого тренера Пётра Бурмистрова выступал в куйбышевских командах: «Восход» и «Металлург», а также в клубе «Труд» (Тольятти). Прогресс футболиста в Тольятти был замечен и игрока вернули в «Металлург» (клубы выступали в одной зоне).
В 1969 году «Крылья Советов» покинули высшую лигу, а «Металлург» (Куйбышев) получил право на повышение и обе куйбышевские команды должны были играть в одном турнире,  но зимой 1970 года «Металлург» расформировали и Юрий Юткин перешёл в «Крылья». Участник первого матча двухдневного (24 и 25 апреля) кубкового противостояния с «Локомотивом» (Москва) (счет 0:0, д.в.).
В 1971 Юрий Юткин вместе с большой группой куйбышевских футболистов (Воронин, Ковалёв, Кораблёв, Котляров, Минеев, Петров, Старухин, Тимофеев) был направлен в Хабаровск для прохождения воинской службы в СКА.
После прохождения службы вернулся в Тольятти но по прошествии двух лет принял приглашение благовещенского «Амура». 28 марта играл в матче на Кубок СССР по футболу 1976 против команды высший лиги «Заря» (Ворошиловград) (счёт 1:2). 31 октября играл в финальном матче, в присутствии 12 000 зрителей, на Кубок РСФСР по футболу против воронежской команды «Факел» (счёт 2:0, (д.в.). В том розыгрыше Кубка России Юрий Юткин забил один гол.
Закончил карьеру в 1979 году в Сызрани.

## Достижения
командные
- Кубок РСФСР по футболу — победитель, 1976
- Чемпионат СССР по футболу 1969 (класс «А», вторая группа, 2 подгруппа) — 3 место
- Чемпионат СССР по футболу 1975 (вторая лига, 5 зона) — 1 место

личные
- провёл более 270 матчей в чемпионате СССР (D2/D3) и забил 56 голов и 5 матчей в Кубках СССР.